# بلقيس العشا
بلقيس محمد الحسن عثمان العشا هي عالمة وباحثة سودانية بارزة في مجال علم المناخ وتغير المناخ والبيئة. تشغل منصب باحث أول في المجلس الأعلى للبيئة والموارد الطبيعية في السودان، وتعمل كمنسق لمشروع استراتيجيات بيئة التأقلم مع ظاهرة تغير المناخ. اشتهرت دولياً لمشاركتها في الهيئة الحكومية الدولية المعنية بتغير المناخ التي حصلت على جائزة نوبل للسلام عام 2008.

## السيرة الذاتية

### التعليم والتكوين العلمي
حصلت الدكتورة بلقيس العشا على درجة البكالوريوس في علوم الغابات بمرتبة الشرف من جامعة الخرطوم عام 1984، ثم تابعت دراساتها العليا في نفس الجامعة حيث نالت درجة الماجستير في علوم البيئة، ثم الدكتوراه في علوم الغابات.

### المسيرة المهنية
عملت العشا كباحثة أولى في المجلس الأعلى للبيئة والموارد الطبيعية في السودان، حيث تخصصت في قضايا تغير المناخ والاحتباس الحراري وتأثيراتهما على البيئة في المنطقة العربية والإفريقية. كما شغلت منصب منسق مشروع استراتيجيات بيئة التأقلم مع ظاهرة تغير المناخ. كانت عضواً بارزاً في الهيئة الحكومية الدولية المعنية بتغير المناخ (IPCC)، وهي الهيئة العلمية الدولية التي حصلت على جائزة نوبل للسلام عام 2008 بالمشاركة مع آل جور. شاركت قي أكثر من 65 مؤتمر علمي في أكثر من 45 دولة حول العالم.

## الإسهامات العلمية
في مجال تغير المناخ، قدّمت الدكتورة العشا مساهمات علمية نوعية أسهمت في تعميق الفهم حول تأثيرات الظاهرة على منطقة شرق أفريقيا والسودان بشكل خاص. تناولت أبحاثها عدة محاور رئيسية، شملت دراسة تأثير التغيرات المناخية على الموارد الطبيعية، بما في ذلك المياه والأراضي الزراعية، إلى جانب تحليل استراتيجيات التكيف الممكنة التي تُمكّن المجتمعات المحلية من مواجهة تحديات المناخ. كما أولت اهتمامًا خاصًا لفهم العلاقة بين تغير المناخ وتصاعد الصراعات في المنطقة، مسلطةً الضوء على البُعد البيئي كعامل محفّز للتوترات. ولم تغفل أبحاثها عن السياسات المعنية بالتخفيف من آثار الاحتباس الحراري، حيث عملت على تقييم فعالية هذه السياسات واقتراح سبل تطويرها بما يتناسب مع خصوصية المنطقة واحتياجاتها البيئية.كرست جزءاً كبيراً من جهودها لتعليم وتوعية طلاب الجامعات السودانية بقضايا البيئة وتغير المناخ، حيث أشرفت على العديد من الأبحاث العلمية وشاركت في تأليف عدد من المنشورات العلمية.

## الجوائز والتكريمات
في عام 2008، تم اختيار الدكتورة بلقيس العشا لتسلم جائزة نوبل للسلام نيابةً عن الهيئة الحكومية الدولية المعنية بتغير المناخ، خلال الحفل الذي أُقيم في مدينة أوسلو بالنرويج، وذلك تقديرًا لمساهمتها العلمية في تقارير الهيئة التي حذّرت من مخاطر الاحتباس الحراري العالمي. وفي العام نفسه، نالت جائزة أبطال الأرض التي يمنحها برنامج الأمم المتحدة للبيئة، حيث جرى تكريمها ضمن قائمة تضم 25 شخصية عالمية بارزة تقديرًا لدورها الفاعل في حماية البيئة وتعزيز الاستدامة البيئية على المستويين الإقليمي والدولي.

## وصلات خارجية
تقارير الهيئة الحكومية الدولية المعنية بتغير المناخ
جائزة أبطال الأرض